# 仙侣县
仙侣县（越南语：／）是越南兴安省下辖的一个县。

## 地理
仙侣县北接恩施县；西北接金洞县；西接兴安市；西南接河南省里仁县；南接太平省兴河县；东接芙蕖县。

## 历史
2013年8月6日，黄亨社、芳炤社、新兴社3社划归兴安市管辖。
2024年10月24日，越南国会常务委员会通过决议，自2024年12月1日起，明凤社并入刚政社，德胜社和海朝社合并为海胜社，吴权社和易制社并入王市镇。

## 行政区划
仙侣县下辖1市镇10社，县莅王市镇。
- 王市镇（Thị trấn Vương）
- 安园社（Xã  An Viên）
- 刚政社（Xã Cương Chính）
- 海胜社（Xã Hải Thắng）
- 兴道社（Xã Hưng Đạo）
- 丽舍社（Xã Lệ Xá）
- 日新社（Xã Nhật Tân）
- 善片社（Xã Thiện Phiến）
- 守士社（Xã Thủ Sỹ）
- 瑞雷社（Xã Thụy Lôi）
- 忠勇社（Xã Trung Dũng）